# مونرو آوسلی
مونرو آوسلی (انگلیسی: Monroe Owsley؛ ‏ ۱۱ اوت ۱۹۰۰ – ۷ ژوئن ۱۹۳۷) بازیگر اهل ایالات متحده آمریکا بود. وی بین سال‌های ۱۹۲۴ تا ۱۹۳۷ میلادی فعالیت می‌کرد.
از فیلم‌ها یا برنامه‌های تلویزیونی که وی در آن نقش داشته‌است، می‌توان به یلواستون، دیشب را به‌خاطر داری؟، تعطیلات و بانوی سابق اشاره کرد.